# George Jackson (Black Panther)
 (février 2023).
Pour les articles homonymes, voir George Jackson et Jackson.
George Jackson (né le 23 septembre 1941 à Chicago dans l'Illinois et mort le 21 août 1971 abattu dans la cour de la prison de San Quentin) était un militant noir américain qui devint en prison (où il a passé les 12 dernières années de sa vie) membre du Black Panther Party nommé auparavant Black Panther Party for Self-Défense, un parti politique afro-américain de type marxiste-léniniste. Il était l'un des Soledad Brothers. La publication de ses lettres a accru sa renommée. Sa mort fut un élément déclencheur de la mutinerie de la prison d'Attica.

## Biographie
Né à Chicago, George Jackson a eu dans sa jeunesse plusieurs condamnations qui l'ont mené dans un centre de redressement pour jeunes délinquants à Paso Robles. En 1956, sa famille déménage de Chicago dans l'Illinois pour Los Angeles en Californie. En 1960, il est accusé d'avoir volé 70$ dans une station-service et condamné à une peine de prison d'une durée indéterminée. Emprisonné à la prison d'État de San Quentin en 1966, il a fondé la Black Guerrilla Family (connu également sous le nom de Black Family ou Black Vanguard) ce fut un groupe se réclamant du marxisme aux objectifs politiques : supprimer le racisme, maintenir la dignité en prison et renverser le gouvernement des États-Unis.
Le 13 janvier 1970, avec Fleeta Drumgo et John Clutchette, il a été accusé d'avoir assassiné un gardien en représailles du massacre de trois activistes noirs par un gardien de la prison de Soledad en Californie (le gardien de San Quentin avait été acquitté, le Grand jury de la Cour de Monterey ayant estimé que les homicides étaient commis en état de légitime défense). Il a alors été incarcéré dans une cellule de haute sécurité à la prison de Soledad. Jackson et les deux autres détenus sont devenus célèbres sous le nom des « frères de Soledad ». Placé en isolement 23 heures par jour, Jackson a étudié l'économie politique, les théories radicales, et a écrit deux livres : Blood in My Eye (Du sang dans mes yeux) et Soledad Brother (Frère de Soledad), qui sont devenus des best-sellers et ont attiré sur lui l'attention du monde entier.
En juin 1970, il est transféré à la prison de San Quentin, 
Le 7 août 1970, le frère de George Jackson, Jonathan Jackson révolté par l'injustice que subissait son frère, fait irruption dans la salle d'audience du tribunal du comté de Marin avec une arme automatique, a libéré trois prisonniers de San Quentin, a pris le juge Harold Haley en otage exigeant la mise en liberté des trois « Frères de Soledad». Haley, les détenus William Christmas et James McClain ainsi que Jonathan Jackson furent tués alors qu'ils essayaient de fuir du tribunal en voiture. L'évènement fit alors la une des quotidiens américains.
Il publie dans la même année en 1970 l'ouvrage "Les Frères de Soledad, Lettre de prison de Georges Jackson"., "Blood In my eye" en 1971.
Des témoignages oculaires indiquaient que le juge Haley avait été tué par un coup de feu tiré à l'intérieur du véhicule. L'analyse de l'arme permit de remonter à l'activiste Angela Davis. Gary Thomas, alors procureur (il devint ensuite juge) qui avait été également pris en otage (il restera paralysé des suites d'un tir de la police), témoigna que «le fusil à canon-scié était tenu sous le menton du juge par Magee». Le rapport précise que la tête du juge a presque été séparée de son corps par la violence du tir.
Ruchell Magee, le seul survivant parmi les militants qui avaient attaqué le tribunal, fut condamné pour enlèvement et meurtre à la prison à vie, peine qu'il purge à la prison d'État de Corcoran. Âgé de 56 ans, il s'est vu refuser plusieurs demandes de remise en liberté conditionnelle. (selon certaines sources dont "https://peoplesdispatch" 21 juillet 2023 il sera libéré après 58 ans de prison, il a 82 ans)

Il existe une théorie selon laquelle le FBI aurait eu préalablement connaissance de l'action prévue le 7 août, mais ne l'aurait pas empêchée de façon à provoquer une confrontation avec les Black Panthers qui aurait permis de les discréditer, d'en éliminer certains et de réunir les charges suffisantes contre Angela Davis et d'autres militants.
Le 21 août 1971, trois jours, avant de passer en jugement, Jackson fut tué dans la cour de la prison de San Quentin au cours de ce que les autorités ont décrit comme étant une tentative d'évasion.
La version officielle précise que Jackson aurait eu en sa possession un pistolet automatique 9 mm qui lui aurait été fourni dans la prison par l'avocat Stephen Bingham (Bingham a été acquitté de cette allégation en 1984; il avait passé 13 ans à l'étranger en vivant sous une fausse identité). Selon les gardiens de Soledad, l'arme aurait été mise au rebut après la tentative d'évasion; il n'existe pourtant aucune trace de sa destruction. Selon d'autres détenus témoins de l'évènement, Jackson ne possédait pas d'arme et ne planifiait aucune évasion ni rébellion. La version officielle accuse Jackson d'avoir participé à une émeute plus tôt dans la journée, impliquant deux douzaines de détenus au cours de laquelle trois gardiens et deux détenus auraient été torturés et tués.

### La version officielle
Selon l'État de Californie, l'avocat-activiste Stephen Bingham avait fait passer à Jackson un pistolet caché dans un magnétophone, lorsque celui-ci était à San Quentin où il attendait le jugement pour le meurtre du gardien de prison. Le 21 août 1971, Jackson aurait utilisé ce pistolet, un Astra 9 millimètres semi-automatique.. Dans sa tentative d'évasion avortée, six personnes auraient été tuées, à savoir George Jackson, trois gardiens de prison et deux prisonniers blancs. Les gardiens de prison étaient Jere Graham, Frank DeLeon et Paul Krasnes. Les témoins prétendirent que Graham était la première victime abattue dans le dos par Jackson, qui aurait dit : « Voyons si ce pistolet fonctionne. » DeLeon et Krasenes ont été battus, poignardés et égorgés (ils ont succombé à leurs blessures après une demi-heure d’hémorragie). Deux autres gardiens ont subi le même sort et ont abondamment saigné avant d'être sauvés par l'arrivée des autres gardiens (qui avaient finalement réussi à se frayer un chemin jusqu’à eux avec leurs armes). En plus des gardes, deux prisonniers blancs qui livraient de la nourriture au centre ont été assassinés par les « émeutiers ». Ils étaient ligotés avec des draps de lit et ont été mortellement poignardés.

### Théories alternatives
La presse alternative et des commentateurs de gauche prétendent que l'administration pénitentiaire, avec la complicité du FBI, aurait permis à Jackson de se procurer un pistolet de façon à causer un incident qui aurait permis son élimination. Ce plan aurait fait partie d'une conspiration du gouvernement pour détruire les Black Panthers et pour détruire le mouvements des droits civiques dans son ensemble.
D'autres observateurs indiquent que Jackson et le fondateur des Black Panthers, Huey P. Newton, étaient engagés dans une lutte pour le pouvoir au sein de l’organisation au moment de la mort de Jackson (Newton ayant tiré bénéfice de la mort de Jackson). Jackson, devenu le premier martyr des Black Panther, fut l'un des principaux rivaux que Newton avait éliminés. De plus, le trésor des Black Panthers avait été enrichi en héritant des bénéfices de la vente du livre de Jackson, « Frère de Soledad ». Certains ont prétendu que Newton était à l’origine de la manipulation. La propre sœur de Jackson, Penny Jackson, était de ceux qui pensaient que Jackson avait été éliminé par son parti. Elle fit le voyage jusqu’au quartier général du Black Panther Party à Oakland pour les dénoncer et les rendre responsables de la mort de son frère.

#### Hommages
- Une clinique gratuite créée en 1971 à Berkeley (Californie), limitrophe de la municipalité d'Oakland, par le Black Panther Party, fut nommée « George Jackson free clinic » en sa mémoire, peu après sa mort.
- Il existe un album non publié de Bob Dylan sur la vie et la mort de George Jackson (voir )
- Steel Pulse, qui a enregistré la composition de Bob Dylan George Jackson sur l'album African Holocaust, a aussi chanté sur George Jackson, Soledad brother dans la chanson Uncle George, sur l'album Tribute to the Martyrs.
- The Dicks, un groupe punk d'Austin au Texas rend hommage à Jackson dans la chanson George Jackson.
- Le saxophoniste Archie Shepp, référence du free jazz de la fin des années 1960, a enregistré Blues for Brother George Jackson, sur l'album Attica Blues de 1972.
- Stanley Williams a consacré son livre Life in Prison (1978) en partie à George Jackson.
- Dead prez, le duo de rap alternatif mentionne George Jackson dans ses chansons.  : « Anything can happen if you make it so, I'm like George Jackson .45 in my afro ».
- La composition Soulja Story de Tupac Shakur, sur l'album 2Pacalypse Now, est dédiée à George et Jonathan Jackson.
- Le groupe breton Storlok a composé une chanson en hommage à Georges Jackson, Gwerz Marv Jorj Jackson, en 1977.
- Bob Dylan a composé une chanson en hommage à Georges Jackson, en 1971

### Filmographie
- George Jackson les frères de Soledad, de Pierre Dumayet et Alain Mosco (1983) Couleur Durée : 55'
- Black panthers, d’Agnès Varda (1968)
- Black panthers, de Mario Van Peebles (1997)
- Attica de Marvin J. Chomsky
- Punishment Park, de Peter Watkins (1970)
- Un après-midi de chien, de Sidney Lumet (1975)
- Black august, de Samm Styles, avec Gary Dourdan (2007)